# Sootaga
Sootaga (tyska: Sotaga) är en by (estniska: küla) i Tartu kommun i landskapet Tartumaa i östra Estland. Byn ligger vid Riksväg 39, direkt öster om småköpingen Lähte.